# Acquedotto di Luynes
L'Acquedotto di Luynes è un antico acquedotto gallo-romano che si trova a Luynes, in Francia.

## Descrizione
Nonostante le sue modeste dimensioni, l'acquedotto è il monumento romano più famoso del dipartimento dell'Indre e Loira e dal 1862 è classificato come monumento storico.
Originariamente aveva una lunghezza totale di 1.825 metri e prendeva l'acqua dall'ormai asciutto Pie Noire per portarla all'antica Luynes e anche a Caesarodunum, l'attuale Tours. Oggi è visibile solo la porzione dell'acquedotto che attraversa la Valle dell'Arennes.
Il canale per l'acqua è in muratura e non con tubazioni in piombo e ha una pendenza che va da 1,5 cm a 2,9 metri per chilometro. L'altezza massima degli archi dell'acquedotto è di 8,90 metri. 
L'acquedotto ha un orientamento generale da nord-nordest a sud-sud-ovest ed è stato ipotizzato che fosse di proprietà privata e servisse il complesso di ville private di Sainte-Roselle.
La sua costruzione non è stata ancora datata con certezza ma lo stile costruttivo indicherebbe che possa esser stato realizzato tra il II o III secolo. L'acquedotto è stato utilizzato fino al XII o XIII secolo e venne restaurato più volte soprattutto all'inizio del X secolo, motivo per cui è sopravvissuto così bene.